# Barraute-Camu
Pour les articles homonymes, voir Barraute (homonymie) et Camu.
Barraute-Camu est une commune française, située dans le département des Pyrénées-Atlantiques en région Nouvelle-Aquitaine.

## Géographie

### Localisation
La commune de Barraute-Camu se trouve dans le département des Pyrénées-Atlantiques, en région Nouvelle-Aquitaine.
Elle se situe à 56 km par la route de Pau, préfecture du département, à 35 km d'Oloron-Sainte-Marie, sous-préfecture, et à 26 km d'Orthez, bureau centralisateur du canton d'Orthez et Terres des Gaves et du Sel dont dépend la commune depuis 2015 pour les élections départementales.
La commune fait en outre partie du bassin de vie de Sauveterre-de-Béarn.
Les communes les plus proches sont : 
Andrein (0,7 km), Burgaronne (2,9 km), Saint-Gladie-Arrive-Munein (3,0 km), Tabaille-Usquain (3,4 km), Espiute (3,5 km), Laàs (3,7 km), Sauveterre-de-Béarn (3,8 km), Orriule (4,0 km).
Sur le plan historique et culturel, Barraute-Camu fait partie de la province du Béarn, qui fut également un État et qui présente une unité historique et culturelle à laquelle s’oppose une diversité frappante de paysages au relief tourmenté.

### Communes limitrophes
Les communes limitrophes sont  Andrein, Laàs, Montfort, Saint-Gladie-Arrive-Munein et Sauveterre-de-Béarn.
| Sauveterre-de-Béarn        | Andrein       |          |
|                            | Barraute-Camu | Laàs     |
| Saint-Gladie-Arrive-Munein |               | Montfort |

### Hydrographie

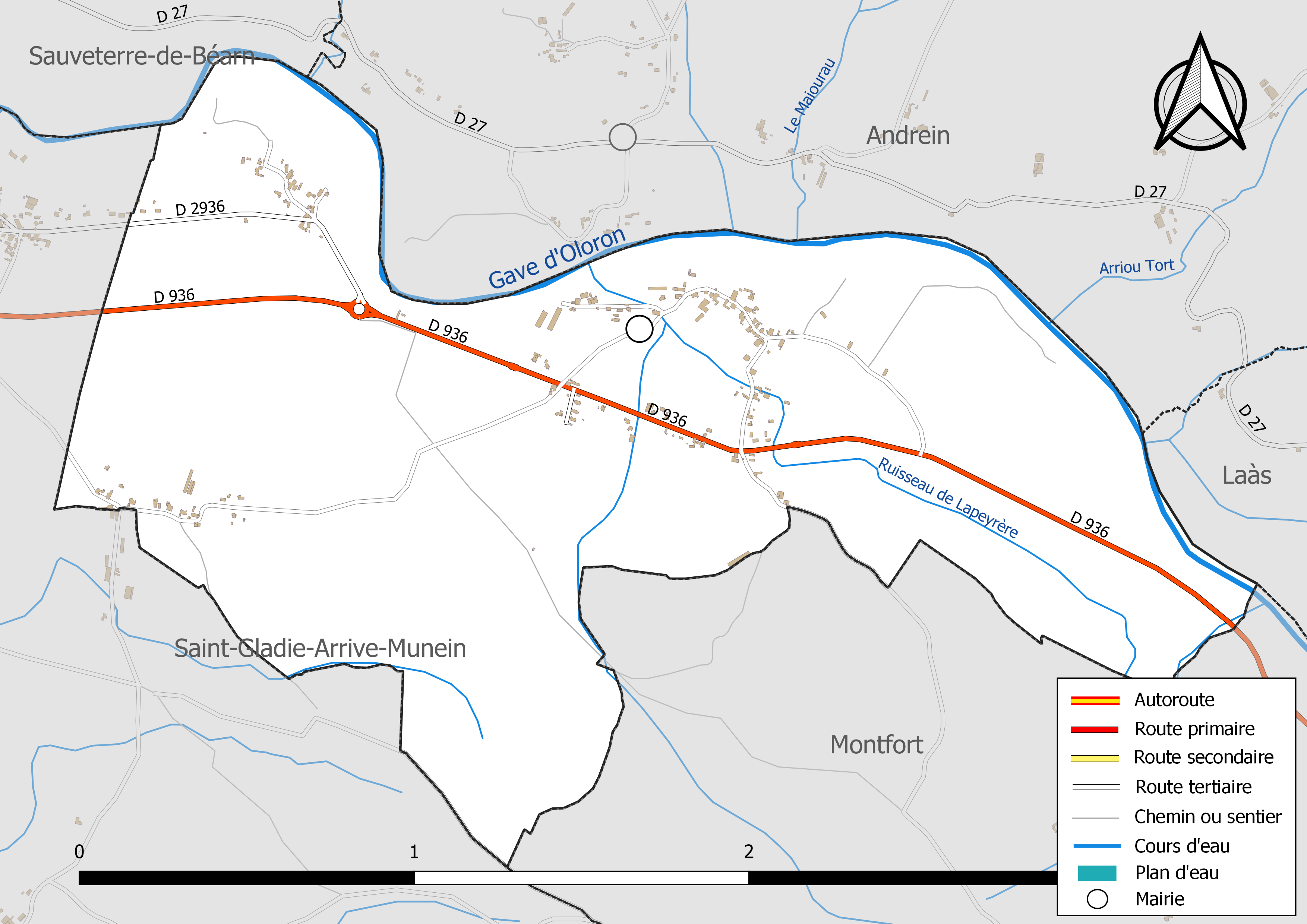
Réseaux hydrographique et routier de Barraute-Camu.

La commune est drainée par le gave d'Oloron, l’Arriou Tort, le Maiourau, le ruisseau de Lapeyrère, et par divers petits cours d'eau, constituant un réseau hydrographique de 7 km de longueur totale,.
Le gave d'Oloron, d'une longueur totale de 148,8 km, prend sa source dans la commune de Laruns et s'écoule vers le nord-ouest. Il traverse la commune et se jette dans le gave de Pau à Sorde-l'Abbaye, après avoir traversé 64 communes.

### Climat
Pour des articles plus généraux, voir Climat de la Nouvelle-Aquitaine et Climat des Pyrénées-Atlantiques.
Historiquement, la commune est exposée à un micro climat océanique basque.  
En 2020, Météo-France publie une typologie des climats de la France métropolitaine dans laquelle la commune est exposée à un climat de montagne et est dans la région climatique Pyrénées atlantiques, caractérisée par une pluviométrie élevée (>1 200 mm/an) en toutes saisons, des hivers très doux (7,5 °C en plaine) et des vents faibles.
Pour la période 1971-2000, la température annuelle moyenne est de 13,7 °C, avec une amplitude thermique annuelle de 13,9 °C. Le cumul annuel moyen de précipitations est de 1 294 mm, avec 12,1 jours de précipitations en janvier et 8,6 jours en juillet. Pour la période 1991-2020, la température moyenne annuelle observée sur la station météorologique la plus proche, située sur la commune de Saint-Gladie-Arrive-Munein à 3,01 km à vol d'oiseau, est de 14,3 °C et le cumul annuel moyen de précipitations est de 1 323,1 mm,. Pour l'avenir, les paramètres climatiques de la commune estimés pour 2050 selon différents scénarios d’émission de gaz à effet de serre sont consultables sur un site dédié publié par Météo-France en novembre 2022.

### Milieux naturels et biodiversité

#### Réseau Natura 2000
Le réseau Natura 2000 est un réseau écologique européen de sites naturels d'intérêt écologique élaboré à partir des Directives « Habitats » et « Oiseaux », constitué de zones spéciales de conservation (ZSC) et de zones de protection spéciale (ZPS).
Un site Natura 2000 a été défini sur la commune au titre de la « directive Habitats » : « le Gave d'Oloron (cours d'eau) et marais de Labastide-Villefranche », d'une superficie de 2 547 ha, une rivière à saumon et écrevisse à pattes blanches,.

#### Zones naturelles d'intérêt écologique, faunistique et floristique
L’inventaire des zones naturelles d'intérêt écologique, faunistique et floristique (ZNIEFF) a pour objectif de réaliser une couverture des zones les plus intéressantes sur le plan écologique, essentiellement dans la perspective d’améliorer la connaissance du patrimoine naturel national et de fournir aux différents décideurs un outil d’aide à la prise en compte de l’environnement dans l’aménagement du territoire.
Une ZNIEFF de type 2 est recensée sur la commune, : 
le « réseau hydrographique du Gave d'Oloron et de ses affluents » (6 885,32 ha), couvrant 114 communes dont 2 dans les Landes et 112 dans les Pyrénées-Atlantiques.

## Urbanisme

### Typologie
Au 1er janvier 2024, Barraute-Camu est catégorisée commune rurale à habitat très dispersé, selon la nouvelle grille communale de densité à sept niveaux définie par l'Insee en 2022.
Elle est située hors unité urbaine et hors attraction des villes,.

### Occupation des sols

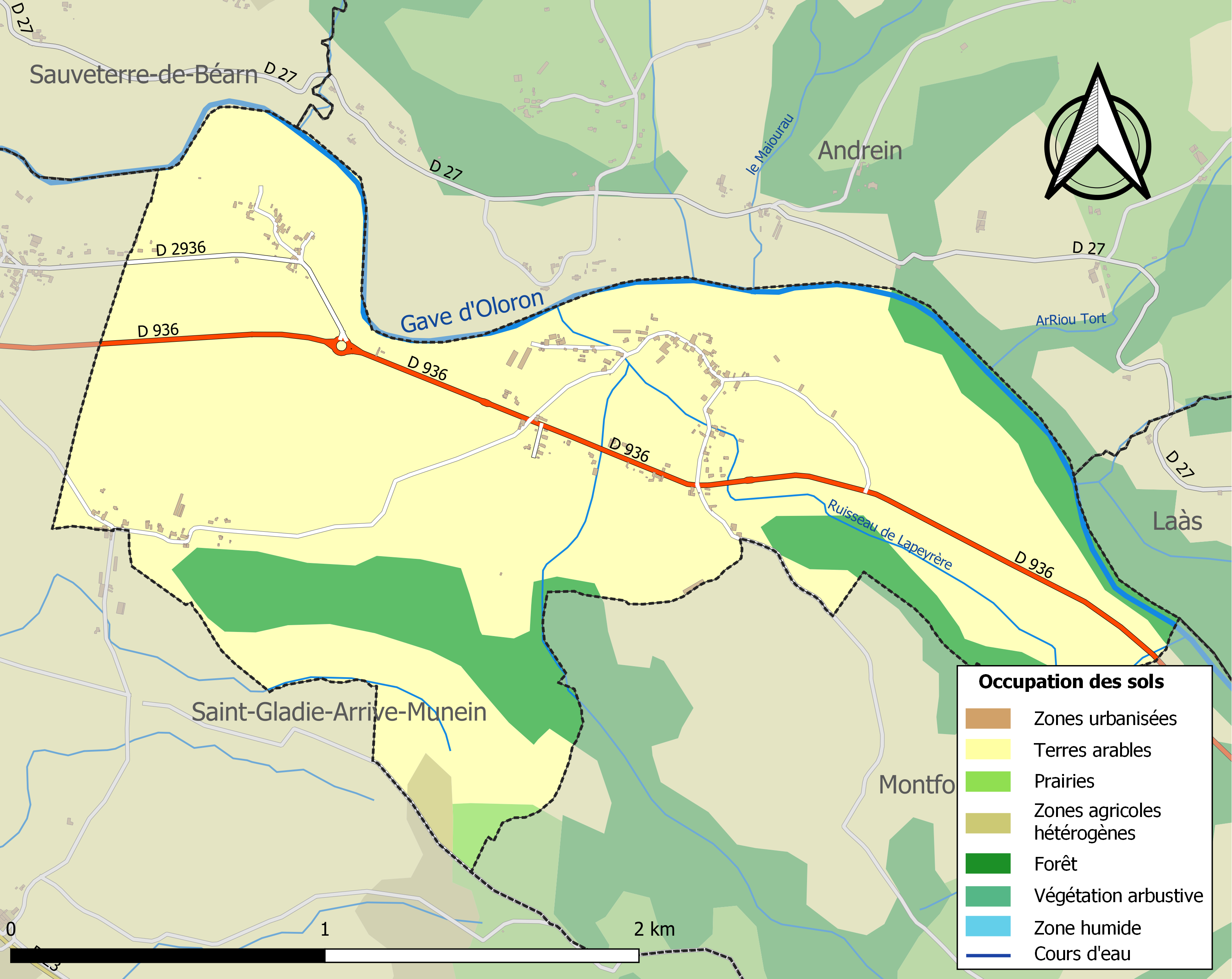
Carte des infrastructures et de l'occupation des sols de la commune en 2018 (CLC).

L'occupation des sols de la commune, telle qu'elle ressort de la base de données européenne d’occupation biophysique des sols Corine Land Cover (CLC), est marquée par l'importance des territoires agricoles (86 % en 2018), en augmentation par rapport à 1990 (85 %). La répartition détaillée en 2018 est la suivante : 
terres arables (84,9 %), forêts (14 %), zones agricoles hétérogènes (0,7 %), prairies (0,4 %). L'évolution de l’occupation des sols de la commune et de ses infrastructures peut être observée sur les différentes représentations cartographiques du territoire : la carte de Cassini (XVIIIe siècle), la carte d'état-major (1820-1866) et les cartes ou photos aériennes de l'IGN pour la période actuelle (1950 à aujourd'hui).

### Lieux-dits et hameaux
- Barraute
- la Cabé[7]
- Camu
- Campagne de Camu[7]
- Capulet[7]
- Crescent[7]
- Houch[7]
- Lageyre[7]
- Lahitau
- Lasbignasses[7]
- Peyret[7]
- Théas[7]

### Voies de communication et transports
La commune est reliée par les routes départementales D 936 et D 2936.

### Risques majeurs
Le territoire de la commune de Barraute-Camu est vulnérable à différents aléas naturels : météorologiques (tempête, orage, neige, grand froid, canicule ou sécheresse), inondations et séisme (sismicité moyenne). Un site publié par le BRGM permet d'évaluer simplement et rapidement les risques d'un bien localisé soit par son adresse soit par le numéro de sa parcelle.
Certaines parties du territoire communal sont susceptibles d’être affectées par le risque d’inondation par une crue à  débordement lent de cours d'eau, notamment le gave d'Oloron. La commune a été reconnue en état de catastrophe naturelle au titre des dommages causés par les inondations et coulées de boue survenues en 1982, 1983, 1993, 1998, 2009, 2016, 2018 et 2021,.

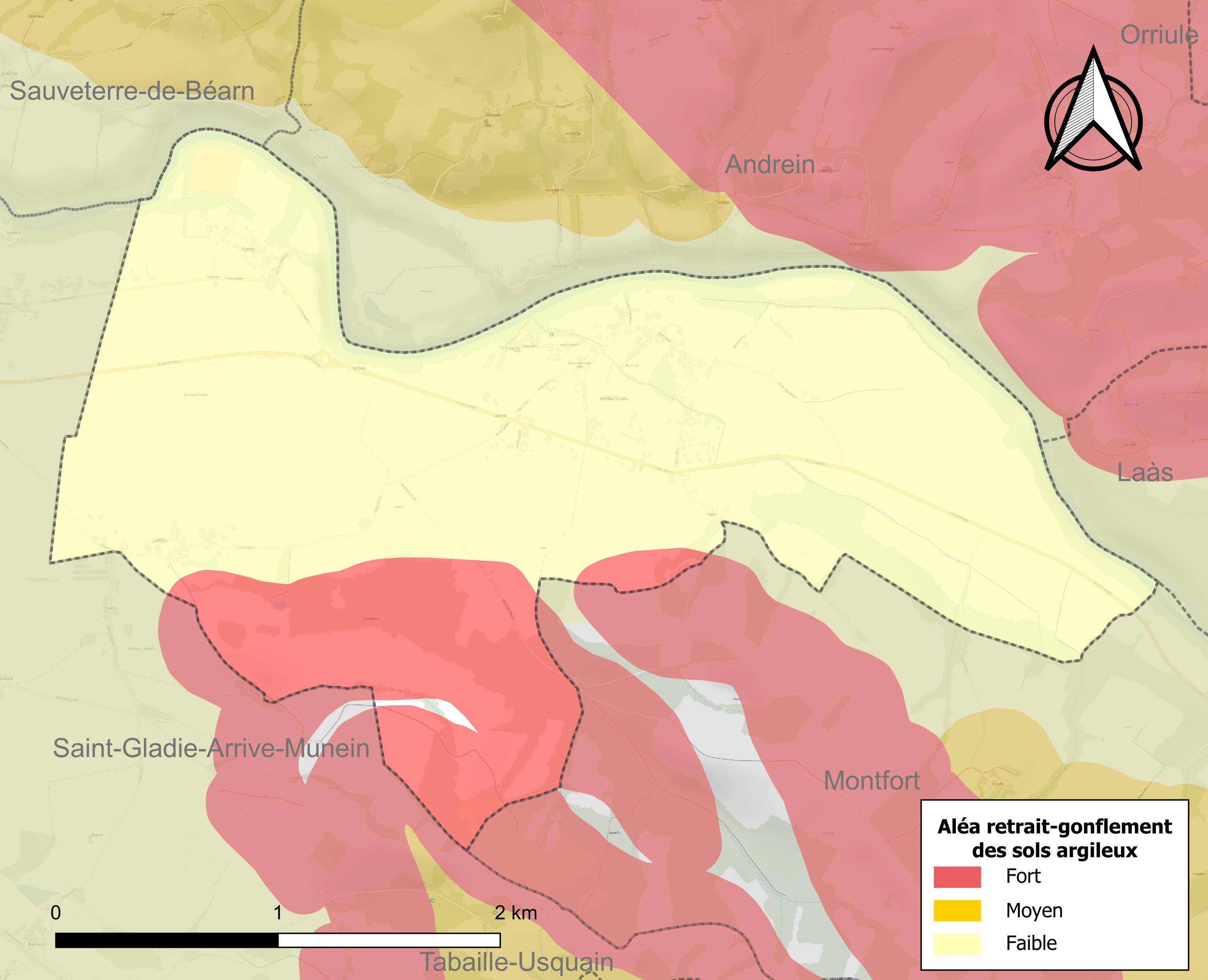
Carte des zones d'aléa retrait-gonflement des sols argileux de Barraute-Camu.

Le retrait-gonflement des sols argileux est susceptible d'engendrer des dommages importants aux bâtiments en cas d’alternance de périodes de sécheresse et de pluie. 18,2 % de la superficie communale est en aléa moyen ou fort (59 % au niveau départemental et 48,5 % au niveau national). Depuis le 1er octobre 2020, en application de la loi ELAN, différentes contraintes s'imposent aux vendeurs, maîtres d'ouvrages ou constructeurs de biens situés dans une zone classée en aléa moyen ou fort,.

## Toponymie

### Attestations anciennes
Le toponyme Barraute apparaît sous les formes 
Berraute (vers 1150, cartulaire de Sorde), 
Berraute (1385, censier de Béarn), 
Sent Sapriaa de Berraute (1413, notaires de Navarrenx), 
Berauta et Beraute (respectivement 1548 et 1687, réformation de Béarn), 
Barraute sur la carte de Cassini (fin XVIIIe siècle), 
Baraulte et Barrante (1801, Bulletin des lois).
Pour Michel Grosclaude, l’origine basque du toponyme est indiscutable, de berro (« broussailes » et du suffixe collectif -eta, qui donne « lieu où il y a des broussailles ».
Le toponyme Camu apparaît sous les formes 
Camoo et Camuu (1385, censier de Béarn) et 
Camur en Bearn (1477, contrats d'Ohix).
Michel Grosclaude indique que, très probablement, Camu provient du gascon kamy, variante de kamu, qui signifie terrain fertile au bord du gave.

### Autres toponymes
Les Ahitaux est un hameau de Barraute-Camu mentionné en 1863, dans le dictionnaire topographique Béarn-Pays basque.

### Graphie béarnaise
Son nom béarnais est Berrauta-Camun ou Berraute-Camu.

## Histoire
Paul Raymond note qu'en 1385, Barraute comptait 24 feux et Camu 11. Barraute dépendait du bailliage de Navarrenx et Camu de celui de Sauveterre.
Barraute et Camu se sont réunies le 14 juin 1841.

## Politique et administration
| Période                                  | Période  | Identité      | Étiquette | Qualité |
| ---------------------------------------- | -------- | ------------- | --------- | ------- |
| Les données manquantes sont à compléter. |          |               |           |         |
| 1995                                     | En cours | Jean Cazenave |           |         |

### Intercommunalité
La commune fait partie de cinq structures intercommunales :
- le centre intercommunal d'action sociale de Sauveterre-de-Béarn ;
- la communauté de communes du Béarn des Gaves ;
- le syndicat d'énergie des Pyrénées-Atlantiques ;
- le syndicat intercommunal d'alimentation en eau potable du Saleys et des gaves ;
- le syndicat intercommunal des gaves et du Saleys.

## Population et société

### Démographie
L'évolution du nombre d'habitants est connue à travers les recensements de la population effectués dans la commune depuis 1793. Pour les communes de moins de 10 000 habitants, une enquête de recensement portant sur toute la population est réalisée tous les cinq ans, les populations de référence des années intermédiaires étant quant à elles estimées par interpolation ou extrapolation. Pour la commune, le premier recensement exhaustif entrant dans le cadre du nouveau dispositif a été réalisé en 2006.

En 2022, la commune comptait 187 habitants, en évolution de +8,09 % par rapport à 2016 (Pyrénées-Atlantiques : +3,78 %, France hors Mayotte : +2,11 %).
| 1793 | 1800 | 1806 | 1821 | 1831 | 1836 | 1841 | 1846 | 1851 |
| ---- | ---- | ---- | ---- | ---- | ---- | ---- | ---- | ---- |
| 194  | 190  | 305  | 216  | 216  | 249  | 418  | 404  | 403  |

| 1856 | 1861 | 1866 | 1872 | 1876 | 1881 | 1886 | 1891 | 1896 |
| ---- | ---- | ---- | ---- | ---- | ---- | ---- | ---- | ---- |
| 371  | 359  | 337  | 335  | 335  | 322  | 308  | 329  | 289  |

| 1901 | 1906 | 1911 | 1921 | 1926 | 1931 | 1936 | 1946 | 1954 |
| ---- | ---- | ---- | ---- | ---- | ---- | ---- | ---- | ---- |
| 304  | 318  | 294  | 258  | 256  | 271  | 246  | 245  | 222  |

| 1962 | 1968 | 1975 | 1982 | 1990 | 1999 | 2006 | 2011 | 2016 |
| ---- | ---- | ---- | ---- | ---- | ---- | ---- | ---- | ---- |
| 213  | 210  | 187  | 186  | 160  | 164  | 155  | 162  | 173  |

| 2021 | 2022 | - | - | - | - | - | - | - |
| ---- | ---- | - | - | - | - | - | - | - |
| 183  | 187  | - | - | - | - | - | - | - |

Les tableaux démographiques ci-dessus ne concernent, avant 1841, que la commune de Barraute. Avant cette date, Camu a connu l'évolution suivante :
| 1793 | 1800 | 1806 | 1821 | 1831 | 1836 |
| ---- | ---- | ---- | ---- | ---- | ---- |
| 112  | 107  | -    | 145  | 155  | 142  |

## Économie
L'activité est principalement agricole. La commune fait partie de la zone d'appellation de l'ossau-iraty.

## Culture locale et patrimoine

### Patrimoine religieux
À Barraute, l'église Saint-Cyprien-et-Sainte-Justine d'origine moyenâgeuse a été rénovée au XIXe siècle. Elle est inscrite à l'Inventaire général du patrimoine culturel.